# Мала хидра
Мала хидра или Хидрус (лат. Hydrus) је сазвежђе јужног неба и једно од 88 савремених сазвежђа. Дефинисао га је холандски астроном Петар Планције у 16. веку. Сазвежђе представља мужјака водене змије, док је женка представљена много већим сазвежђем Хидра. Хидрус се налази између Великог и Малог Магелановог облака.

## Звезде
У Малој хидри нема много сјајних звезда нити објеката дубоког неба. Најсјајнија звезда је бета Мале хидре, магнитуде 2,82. Бета је уједно и Сунцу најближа звезда из овог сазвежђа, као и најближи познати субџин, удаљен од Земље 24,4 светлосне године. Чест је предмет проучавања јер се сматра да ће Сунце еволуирати на исти начин којим је еволуирала бета Хидруса.
Алфа Мале змије је патуљак F-класе, магнитуде 2,86. Налази се на око 71 светлосну годину од Сунца, а старост је процењена на приближно 810 милиона година.
Трећа најсјајнија звезда овог сазвежђа је гама, црвени џин магнитуде 3,24, удаљен око 214 светлосних година од Сунца.

## Објекти дубоког неба
У Малој хидри се налазе два објекта из  каталога — мала, релативно светла спирална галаксија NGC 1511 и мала елиптична галаксија NGC 1473.
Јохан Дрејер је у Индекс каталог унео и објекат IC 1717 који је описао као врло мали и врло слаб. Касније, међутим, није уочен никакав астрономски објекат на том месту. С обзиром да се у близини описаног објекта налази звезда ета-2 Мале хидре која има познат тланетарни систем, претпоставља се да је Дрејер видео последње остатке неке уништене планете. Друга могућност је да је Дрејер погрешио при уносу података или код посматрања, али је то врло неочекивано за њега.